# Plantation (Kentucky)
Plantation – miasto w Stanach Zjednoczonych, w stanie Kentucky, w hrabstwie Jefferson.